# Anopheles bengalensis
Anopheles bengalensis este o specie de țânțari din genul Anopheles, descrisă de Puri în anul 1930. Conform Catalogue of Life specia Anopheles bengalensis nu are subspecii cunoscute.